# Guerra gótica (395-398)
La guerra gótica sucedida entre los años 395 y 398 fue un conflicto librado en la península de los Balcanes y que enfrentó a los godos dirigidos por Alarico contra las partes oriental y occidental del Imperio romano. Comenzó con la rebelión de los godos asentados en Mesia quienes habían sido foederati dentro del Imperio romano desde la finalización de la anterior guerra ocurrida entre los años 376 y 382. Estos, buscando unas mejores condiciones, proclamaron a Alarico —quien también aspiraba a un puesto importante dentro del ejército romano— como su rey.
Los godos se dirigieron primero hacia Constantinopla mientras sembraban la destrucción a su paso. Ante la dificultad de tomar la capital y tras un acuerdo con Rufino, se dirigieron hacia el oeste y continuaron con su saqueo. Debido a que las tropas orientales se encontraban en Asia Menor, el general occidental Estilicón se trasladó desde Italia con un ejército para hacerles frente encontrándolos en el Epiro. 
Cobró, entonces, relevancia una cuestión que enfrentaba a ambas mitades del Imperio: el control de la prefectura de Ilírico. La corte oriental tuvo miedo de que una victoria de Estilicón sobre los godos llevase a los occidentales a controlar esta prefectura por lo que le ordenaron que se retirase a Italia sin atacarlos. Algo similar volvió a suceder cuando los godos saquearon el sur de Grecia. El general romano volvió con el ejército occidental y consiguió rodear su campamento. Nuevamente, los orientales le ordenaron retirarse y llegaron, incluso, a declararlo «enemigo público». Ante esta perspectiva y debido a que se produjo un intento de usurpación en África, el general romano retornó a Italia.
Sin fuerzas para vencer a los godos, la corte oriental llegó a un acuerdo con ellos en el año 398. Accedieron a su asentamiento en Iliria y al nombramiento de Alarico como magister militum de esa prefectura. Este acuerdo de paz resultaría, al poco, negativo para la mitad occidental ya que los godos obtuvieron una base desde donde lanzarían sus ataques contra ella a partir del año 401.

## Antencedentes

### El tratado defoedusdel 382
El 3 de octubre del 382, el Imperio romano llegó a un acuerdo de paz con los godos para finalizar la guerra que habían librado desde la entrada de este pueblo en el territorio imperial seis años antes, en el 376. Los términos más importantes del acuerdo fueron que los godos pudieron establecerse en la provincia de Mesia y gobernarse ellos mismos; por otro lado, ofrecerían asistencia militar al Imperio cuando esta fuese requerida. Se produjo entonces, por primera vez en la historia del Imperio, que un pueblo bárbaro se asentó dentro de sus fronteras y no quedó sujeto a las leyes imperiales.
La ocasión más importante en que los godos tuvieron que proporcionar fuerzas militares al Imperio surgió con motivo de la usurpación de Eugenio en el año 392. Teodosio pareció aceptar, en un principio, las pretensiones del usurpador pero, en el 393, reunió un ejército y se dirigió a Italia para enfrentarse a él. El control del Imperio se decidió en la batalla del Frígido en el 394. En este choque, Teodosio ordenó a los godos ocupar una de las posiciones más difíciles de su ejército por lo que sufrieron importantes pérdidas.

### La disputa por Ilirico

El Imperio romano a la muerte de Teodosio. En tonos verdes la prefectura del pretorio de Iliria cuya posesión se disputaron las mitades occidental y oriental del Imperio.

Teodosio I falleció al año siguiente de la batalla —en el 395—. Antes de morir dispuso que el Imperio quedase dividido entre sus dos hijos: Honorio, de diez años, gobernaría la mitad occidental y Arcadio, de dieciocho, la oriental. La corta edad y escasas aptitudes de ambos hermanos hicieron que quedasen bajo la influencia de otras personalidades destacadas. En el caso de Honorio fue el magister militum Estilicón y en el de Arcadio, el  prefecto del pretorio Rufino.
Surgió, entonces, una cuestión que tensaría las relaciones entre ambas mitades: la posesión de la prefectura de Ilírico. Esta, estaba incluida dentro de la occidental cuando se dividió el imperio entre los hermanos Valentiniano y Valente en el 364. Había sido cedida, posteriormente, por Graciano a Teodosio para facilitar su lucha contra los godos. Tras la nueva partición del Imperio a la muerte de este, la mitad occidental reclamaba volver a controlarla completamente, algo que rechazaba la oriental. El trasfondo de esta disputa superaba el mero interés territorial ya que la región era el principal área de reclutamiento de soldados con la que contaba el Imperio.

## Fases de la contienda

### Inicio de la revuelta y ataque a Constantinopla
Tras el retorno de los godos a Mesia después de la batalla del Frigido, el descontento se extendió entre ellos debido a las enormes pérdidas sufridas. Alarico, quien había sido su comandante durante la batalla, los condujo a rebelarse contra el Imperio y fue proclamado como su rey coincidiendo con la muerte de Teodosio.
Bajo su liderato, los godos salieron de Mesia y se dirigieron al sur mientras saqueaban las provincias de Tracia y Macedonia. Intentaron, entonces, atacar la capital Constantinopla y estando acampados en sus cercanías, recibieron la visita de Rufino. Este negoció con ellos tras lo que consiguió que abandonasen su objetivo y se dirigieran hacia el oeste.

### Saqueo de Grecia

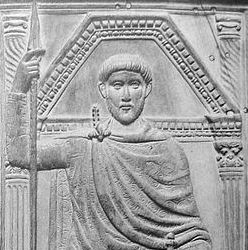
Estilicón, el general que dirigió las tropas romanas occidentales.

La península balcánica se encontraba, en ese momento, sin tropas romanas debido a que estas estaban rechazando una invasión de los hunos en Asia Menor y Siria. Estilicón organizó, entonces, un ejército con legiones occidentales y aquellas del ejército oriental que habían permanecido en Italia tras la batalla del Frígido. Se dirigió por la costa dálmata hasta llegar cerca de donde se encontraban los godos.
En la corte oriental se levantó el temor de que, si Estilicón vencía a los godos, aprovechase la ocasión para controlar Ilírico y lo uniese al Imperio occidental. Rufino aconsejó a Arcadio que ordenase al general devolver las legiones orientales a Constantinopla y retornar con las occidentales a Italia. El mandato imperial llegó al campamento romano cuando estaban preparando un ataque contra los godos en el valle de Peneius, ataque que tenía buenas perspectivas de acabar definitivamente con ellos. Estilicón —cuya esposa e hijo se encontraban en ese momento en Constantinopla— obedeció la orden y dispuso que las legiones orientales se dirigiesen a Constantinopla al mando del godo Gainas, no sin antes acordar con él que dieran muerte a Rufino. Cuando Arcadio salió de la ciudad, junto a su corte, para recibir a las tropas, Rufino le acompañaba y se adelantó a saludar a los soldados. Entonces, un grupo de estos le rodearon y le dieron muerte.
Las tropas de Alarico, mientras tanto, al quedar libres del ataque de Estilicón, continuaron su saqueo de Grecia. Cruzaron el paso de las Termópilas sin que las tropas romanas estacionadas allí intentasen impedirlo y entraron en la provincia de Acaya. Saquearon las ciudades de Beocia tras lo que pasaron a El Pireo donde Atenas se rindió y permitió que Alarico fuese recibido y agasajado dentro de la ciudad. Después continuaron extendiendo la destrucción a Mégara, Corinto, Argos y Esparta.
Permanecieron en el sur de Grecia durante más de un año sin que el gobierno de Arcadio hiciese nada para enfrentarse a ellos. Ante esta situación, Estilicón organizó un nuevo ejército y en la primavera del 397 cruzó el mar Adriático y desembarco en Corinto. Tras un primer enfrentamiento victorioso, los romanos consiguieron rodear el campamento godo y los tuvieron a su merced. En la corte oriental se volvió a levantar, entonces, el temor a un éxito de Estilicón por lo que Eutropio convenció a Arcadio para que ordenase al general abandonar Grecia y retornar a Italia. Igualmente, el senado de Constantinopla le declaró «enemigo público». Al mismo tiempo, se produjo una rebelión en la provincia de África que era el principal granero de Roma. Esta suma de factores hizo que Estilicón llegase a algún tipo de acuerdo con Alarico y volviese a Italia con sus tropas permitiendo que los godos se retirasen al Epiro.

### La rebelión de Gildo
Gildo era un militar africano que había ayudado a Teodosio el Viejo a suprimir el intento de usurpación de Firmo (quien, a su vez, era hermano de Gildo). Había sido nombrado comes Africae y puesto al cargo de la provincia. Cuando murió el emperador Teodosio y viendo que las relaciones entre ambas cortes romanas se deterioraban, planeó rebelarse y crear un reino africano que pondría bajo la obediencia de Constantinopla. Debido a que su propuesta tuvo buena acogida en la corte oriental, en el verano del 397 —cuando Estilicón se encontraba en Grecia— decidió cortar el suministro de cereal a Roma. La corte occidental buscó, entonces, alternativas de suministro en Hispania y la Galia. Estilicón, ya en Italia, organizó un ejército para suprimir la rebelión que, en la primavera del 398, envió al mando de Mascezel. La expedición fue un éxito ya que las tropas de Gildo rehusaron luchar debido, parece ser, a lo impopular de su mando y a que Mascezel pudo sobornar a alguno de sus líderes. El rebelde intentó huir pero finalmente fue apresado y ejecutado.

## Final de la guerra y consecuencias
Tras conseguir escapar de Estilicón, los godos se asentaron en el Epiro. El Imperio oriental carecía de tropas suficientes para hacerles frente por sí mismo por lo que se avinieron en el 398 a acordar una paz con ellos que pusiese fin a la guerra. Otorgaron a Alarico el título de magister militum per Illyricum y consintieron el asentamiento de los godos en la prefectura de Ilírico que se disputaba con el Imperio occidental. Con la prefectura bajo su control, Alarico pudo saquear a su antojo las ciudades y sus arsenales de tal manera que consiguió abastecer y mejorar el armamento de sus tropas.
El resultado de la contienda tendría, en poco tiempo, un efecto fatal para el Imperio occidental ya que los godos obtuvieron una base vecina a su territorio desde donde pudieron emprender los ataques contra Italia durante la siguiente guerra gótica a partir del año 401.